# マーラー室内管弦楽団
マーラー室内管弦楽団（マーラーしつないかんげんがくだん、英語: Mahler Chamber Orchestra）は、ドイツのベルリンに本拠を置く室内オーケストラである。

## 沿革
1997年にクラウディオ・アバドとグスタフ・マーラー・ユーゲント管弦楽団のOBにより設立された。世界各地でコンサートやオペラ公演を行う傍ら、ルツェルン音楽祭ではルツェルン祝祭管弦楽団の中心メンバーとなっている。
日本人の吉井瑞穂が首席オーボエ奏者を務めており、ルツェルン祝祭管弦楽団にも第2奏者として参加している。
2003年からダニエル・ハーディングが音楽監督（1998年～2003年は首席客演指揮者、2011年から桂冠指揮者）を務めている他、アバドやマルク・ミンコフスキらが常時客演している。

## 録音活動
主なレコーディングは、アバド指揮でモーツァルトの歌劇「魔笛」やマルタ・アルゲリッチのピアノ独奏でベートーヴェンのピアノ協奏曲第2・3番、ミンコフスキ指揮・グルノーブル・ルーヴル宮音楽隊との合同でベルリオーズの幻想交響曲、ハーディング指揮でモーツァルトの歌劇「ドン・ジョヴァンニ」やマーラーの交響曲第4番、アバドの指揮、ユジャ・ワンのピアノ独奏でラフマニノフのピアノ協奏曲第2番などがある。
また、2012年から3年計画で、レイフ・オヴェ・アンスネスが弾き振りによるベートーヴェンのピアノ協奏曲全集の録音を進行中である。